# Alain Bensoussan
Pour les articles homonymes, voir Bensoussan.
Pour l'avocat, voir Alain Bensoussan (avocat).
Alain Bensoussan, né le 12 mai 1940 à Tunis, est un mathématicien français. Il est professeur émérite à l'université Paris-Dauphine et professeur à l'université du Texas à Dallas.

## Biographie
Alain Bensoussan est ancien élève de l'École polytechnique (X1960), diplômé de l'ENSAE (1965) et docteur ès sciences mathématiques (1969) de la Faculté des sciences de Paris sous la direction de Jacques-Louis Lions.  
Alain Bensoussan est entré à l'Inria en 1967. Il a été maître de conférences à l'École polytechnique de 1970 à 1986 et professeur à l'École normale supérieure de 1980 à 1985. 
Il est président de l'INRIA de 1984 à 1996, puis président du Centre national d'études spatiales (CNES) de 1996 à 2003. Il est président du Conseil de l'Agence spatiale européenne (ESA) de 1999 à 2002,.
En 2000, il est élu membre de l'Académie des technologies, en 2001 membre de l'Académie internationale d'astronautique et depuis 2003, est membre de l'Académie des sciences (France).

## Travaux
Les travaux d'Alain Bensoussan ont porté sur l'automatique et les mathématiques appliquées, mais il s'est aussi intéressé aux sciences et technologies de l'information et de la communication ainsi qu'à la gestion et aux sciences de l'ingénieur. Il a été l'un des initiateurs du contrôle stochastique pour les systèmes distribués et a démontré notamment le principe de séparation de l'estimation et du contrôle, qu'il a étendu ensuite aux jeux différentiels.

## Publications (sélection)
- (en) Alain Bensoussan, Giuseppe Da Prato, Michel Delfour et Sanjoy K. Mitter, Representation and control of infinite dimensional systems, Boston, Birkhäuser, 2007, XXVI-575 p. (ISBN 9780817644611).

## Prix et distinctions
- Prix Gay-Lussac Humboldt (1984)
- Commandeur de l'ordre national du Mérite (2000)
- Distinguished Public Service Medal, NASA (2001)[7]
- Prix spécial de l'Association aéronautique et astronautique de France (2002)
- Officier de la Légion d'honneur (2003)
- Croix d'officier de l'ordre du Mérite (2003)
- Prix Reid (2014)